# مايك كوين
مايك كوين (بالإنجليزية: Mike Quinn)‏ هو لاعب كرة قدم أمريكية ولاعب كرة القدم الكندية أمريكي، ولد في 15 أبريل 1974 في لاس فيغاس في الولايات المتحدة.

## وصلات خارجية
- مايك كوين على موقع مرجع كرة القدم المحترفة.كوم (الإنجليزية)